# Green Valley (comté de Solano, Californie)
Pour les articles homonymes, voir Green Valley.
Green Valley est une census-designated place du comté de Solano, dans l'État de Californie, aux États-Unis,. En 2020, elle compte une population de 1 654 habitants.